# Cukrovar Úvaly
Cukrovar Úvaly (Akciový rolnický cukrovar v Úvalech) je bývalý průmyslový areál, který se nachází jižně od železniční trati u rybníka Fabrák v jihovýchodní části města Úvaly.

## Historie
Cukrovar byl postaven roku 1871 a vysvěcen 15. října. Původně akciový závod získal a vedl kolem roku 1914 Viktor Riedl z Riedelsteinu. V tom roce byl ředitelem Viktor Merita a jedním z technických odborníků Josef Podhora, který se roku 1908 zúčastnil Mezinárodního cukrovarnického kongresu v Paříži. Závod odebíral cukrovou řepu z Úval a okolí, kde se jí dařilo - jeden korec měl výnos až 140 centů řípy.

### Ukončení provozu
V cukrovaru byl ukončen provoz ještě před 2. světovou válkou. Po válce zde sídlilo zemědělské zásobování a nákup a od roku 1989 vlastní jednotlivé objekty různí majitelé, kteří je využívají jako sklady, opravny a drobné prodejny.